# Guatteria trichoclonia
Guatteria trichoclonia Diels – gatunek rośliny z rodziny flaszowcowatych (Annonaceae Juss.). Występuje naturalnie w Wenezueli, Kolumbii, Ekwadorze, Peru, Boliwii oraz Brazylii.

## Morfologia
PokrójZimozielone drzewo dorastające do 9–12 m wysokości.
LiścieMają kształt od owalnego do podłużnego. Mierzą 8,5–12,5 cm długości oraz 2,5–4 szerokości. Nasada liścia jest rozwarta. Wierzchołek jest ostry lub spiczasty. Ogonek liściowy jest nagi i dorasta do 2–4 mm długości.
KwiatySą pojedyncze. Rozwijają się w kątach pędów. Działki kielicha mają owalny kształt i dorastają do 5–6 mm długości. Płatki mają podłużny kształt.Osiągają do 11 mm długości.
OwoceZłożone są z 40 pojedynczych i elipsoidalnych owoców osiągających 8–10 mm długości.